# روبرت لست
روبرت لست (بالإنجليزية: Robert List)‏ هو محامي وسياسي أمريكي، ولد في 1 سبتمبر 1936 في فيساليا في الولايات المتحدة. حزبياً، نشط في الحزب الجمهوري. وقد انتخب حاكم نيفادا ‏ (1979 – 3 يناير 1983).